# Västerås IK
Västerås IK byl švédský sportovní klub z města Västerås založený v roce 1913. Provozoval sporty jako fotbal, lední hokej, atletiku, bandy, házenou.
V roce 1980 se z klubu vyčlenily jednotlivé sportovní úseky do samostatných struktur, včetně:
- VIK Västerås HK (VIK Västerås Hockey Klubb) – lední hokej.
- Västerås IK Fotboll – fotbal.